# Ishøj
 Ikke at forveksle med Ishøj Landsby.
 Denne artikel handler om bydelen Ishøj. Ordet Ishøj bruges ofte også som en kort betegnelse for Ishøj Kommune.
Ishøj er en bydel i Storkøbenhavn med 21.465 indbyggere  (2024) ved Køge Bugt Strandpark i Ishøj Kommune. Bydelen grænser op til Vallensbæk, Hundige, Greve Strand og Taastrup. Fra Ishøj er der ca. 18 kilometer til København Centrum mod nordøst.
Bydelen er bl.a. kendt for Sydkysten Gymnasium, sin badestrand, en stor lystbådehavn og kunstmuseet Arken.
Der er S-togs- og busforbindelser via Ishøj Station. Store dele af Ishøj er forbundet med stisystemer for cyklister og gående. Borgmester Per Madsen (S) tog initiativet til de mange fornyelser.
Ishøj har en række parcelhuskvarterer som Tranegilde og Pileskoven. Byerne Torslunde, Vestervang og Ishøj Landsby hører til Ishøj Kommune, men er i modsætning til selve Ishøj ikke forstadsbebyggelser til København.
Blandt virksomheder i bydelen er Ishøj Hegn på Industrivangen.
I 2011-2012 blev et større byggeprojekt gennemført på vandsiden af stationen, kaldet Stationsforpladsen. Her opførtes 97 lejligheder, og der blev ligeledes opført flere butikker i tæt afstand til stationen.
Den senere statsminister Helle Thorning-Schmidt er vokset op i Ishøj.

## Etymologi
Navnet Ishøj kommer af î, oldnordisk ýr, der betegner træet taks.

## Historie
Ishøj var oprindeligt en landsby. I 1682 bestod landsbyen af 20 gårde og 14 huse uden jord. Det samlede areal udgjorde 1.134,7 tønder land skyldsat til 220.89 tønder hartkorn. Dyrkningsformen var tovangsbrug med omdriften 1/1 + 1 vang der sås årligt.
Landsbyen ligger langt fra Køge Bugt. Langs Buglen gik en landevej med Jægerkroen et stykke vej syd for Store Vejleå.

### Køge Bugt-planen
I forbindelse med Københavns stærke befolkningsvækst efter 2. verdenskrig blev også kystområdet ved Ishøj inddraget. Allerede i 1953 blev Ishøj omfattet af byudviklingsplan nr. 3 for Københavns-egnens byudviklingsområde. Den forudsatte en samlet udbygning af Køge Bugt-området med et byggeri i tilknytning til en planlagt jernbane i flere etaper. Første etape skulle omfatte området nærmest kysten, senere skulle der ske en udbygning i baglandet og i tilknytning hertil anlægges en ny aflastningsvej. Planens "inderzone" omfattede områder, der allerede var udstykket og delvist bebygget med parcelhuse, mens en "mellemzone" var områder, der forudsattes udbygget inden for en overskuelig fremtid.
Allerede i 1957 blev planen afløst af en partiel byudviklingsplan nr. 5 for samme område. Den forudsatte en mere omfattende byudvikling i området. I 1972 blev denne plan afløst af partiel byudviklingsplan nr. 9 for København-egnens byudviklingsområde.
Selve udbygningen skete med Køge Bugt-planen, der blev til efter en særlig lov: Lov nr. 144 om planlægning af Køge Bugt-området af 17. maj 1961. I henhold til loven skulle der oprettes et særligt byplanudvalg for at sikre en samlet og koordineret planlægning for området. Planen forudsatte en samlet udbygning af Køge Bugt-området med omfattende boligområder omfattende både parcelhuse og etagehuse i tilknytning til S-banen til Køge. Det var forudset, at det nye boligområde ved Ishøj skulle rumme 21.160 indbyggere. Det var forudset, at byområdet skulle omfatte et areal afgrænset mod nord af Store Vejleå, mod vest af en motorvej, mod syd af Lille Vejleå og mod øst af Køge Bugt. Midt i bydelen var planlagt et butikscenter, i dets umiddelbare nærhed etageboliger og nærmest motorvej samt bugten parcelhusområder. I alt var planlagt fem skoler i bydelen, desuden et mindre erhvervsområde for håndværk, hvorimod industri skulle placeres vest for motorvejen. Desuden var planlagt børnehaver, fritidshjem, sportsanlæg, bibliotek, legepladser, "nærbutikker", grønne kiler mod nord og syd, kirke, kirkegård, to politistationer mm. Der var forudset en etapevis udbygning af området efter en samlet plan.
Udbygningen af området skete i det store og hele efter planen, men anlæggelsen af S-banen blev forsinket og blev først forlænget fra Vallensbæk til Hundige i 1976.
I 1960 havde "Ishøj og Tranegilde Strand" i alt 900 indbyggere, i 1965 1.284 indbyggere, i 1970 2.692 indbyggere i 1976 15.517 indbyggere og i 1981 20.856 indbyggere (hele kommunen).
Det viste sig snart, at byområdet var underforsynet med friarealer. For at råde bod på det anlagdes Køge Bugt Strandpark. Strandparken blev bygget 1976-1979, den blev indviet i 1980 og kom til at udgøre et sammenhængende naturområde med faciliteter som badebroer, toiletter, P-pladser og kiosker. Ligeledes etableredes "den grønne kile" mellem Ishøj og Vallensbæk mod syd og Glostrup mod nord. Området er adskilt fra boligområderne af vejanlæg men har stiforbindelser bl.a. til Ishøj.

## Indvandrere i Ishøj
De gæstearbejdere, som blev tiltrukket i 1960-80'erne, blev ofte boende, og Ishøj er et område med mange indvandrere – 28,4 pct. (1. januar 2006)  Nogle af de kommunale skoler har over 30 pct. tosprogede elever. I Ishøj er 37,5 pct. af befolkningen indvandrere eller efterkommere, hvilket gør det til den kommune, der har den største andel.

## Venskabsbyer
- Trzebinia
- Haninge
- Svedala
- Cihanbeyli
- Bad Salzungen
- Waalre